# Rue Haute-des-Ursins
La rue Haute-des-Ursins est une ancienne rue de Paris, aujourd'hui disparue. Elle était située dans l'ancien 9e arrondissement (actuel 4e arrondissement) quartier de la Cité, sur l'île de la Cité.

## Situation
Cette rue commençait rue Saint-Landry et finissait rue de Glatigny. Elle était située dans l'ancien 9e arrondissement.
Les numéros de la rue étaient rouges. Le dernier numéro impair était le no 7 et le dernier numéro pair était le no 8.

## Origine du nom
Cette rue était habitée autrefois par Jean Jouvenel des Ursins, prévôt des marchands de Paris qui avait son hôtel.

## Historique
Les historiens pensent que la « rue de l'Ymage », citée dans Le Dit des rues de Paris correspond à la rue Haute-des-Ursins,.
Au XVIe siècle, l'hôtel qui appartenait à Jean Jouvenel des Ursins, prévôt des marchands de Paris, et qui tombait en ruine, fut rebâti.
En 1702, la rue, qui fait partie du quartier de la Cité, possède 10 maisons et 2 lanternes.
La rue fut supprimée lors de la reconstruction de l'Hôtel-Dieu en 1865.